# Manāslu
Manāslu (nepalès: मनास्लु), també conegut com a Kutang, és la vuitena muntanya més alta del món, i la més alta del Mansiri Himal, una secció de la gran serralada de l'Himàlaia, al Nepal. El nom Manasl procedeix de la paraula Manasa, que en sànscrit vol dir Muntanya de l'Esperit. El Gran Projecte de Topografia Trigonomètrica li atorgà el nom Pic XXX, i al començament havia estat anomenat Kutang I perquè era el cim més alt del districte de Kutang.
Manaslu és el cim més alt del districte de Gorkha i es troba uns 64 km a l'est de l'Annapurna, la desena muntanya més alta del món amb 8.091 metres. Les llargues carenes i les glaceres de la vall de Manaslu ofereixen aproximacions factibles des de totes les direccions i culminen amb un cim que s'alça molt per sobre del paisatge circumdant i és una característica dominant quan es veu des de lluny.

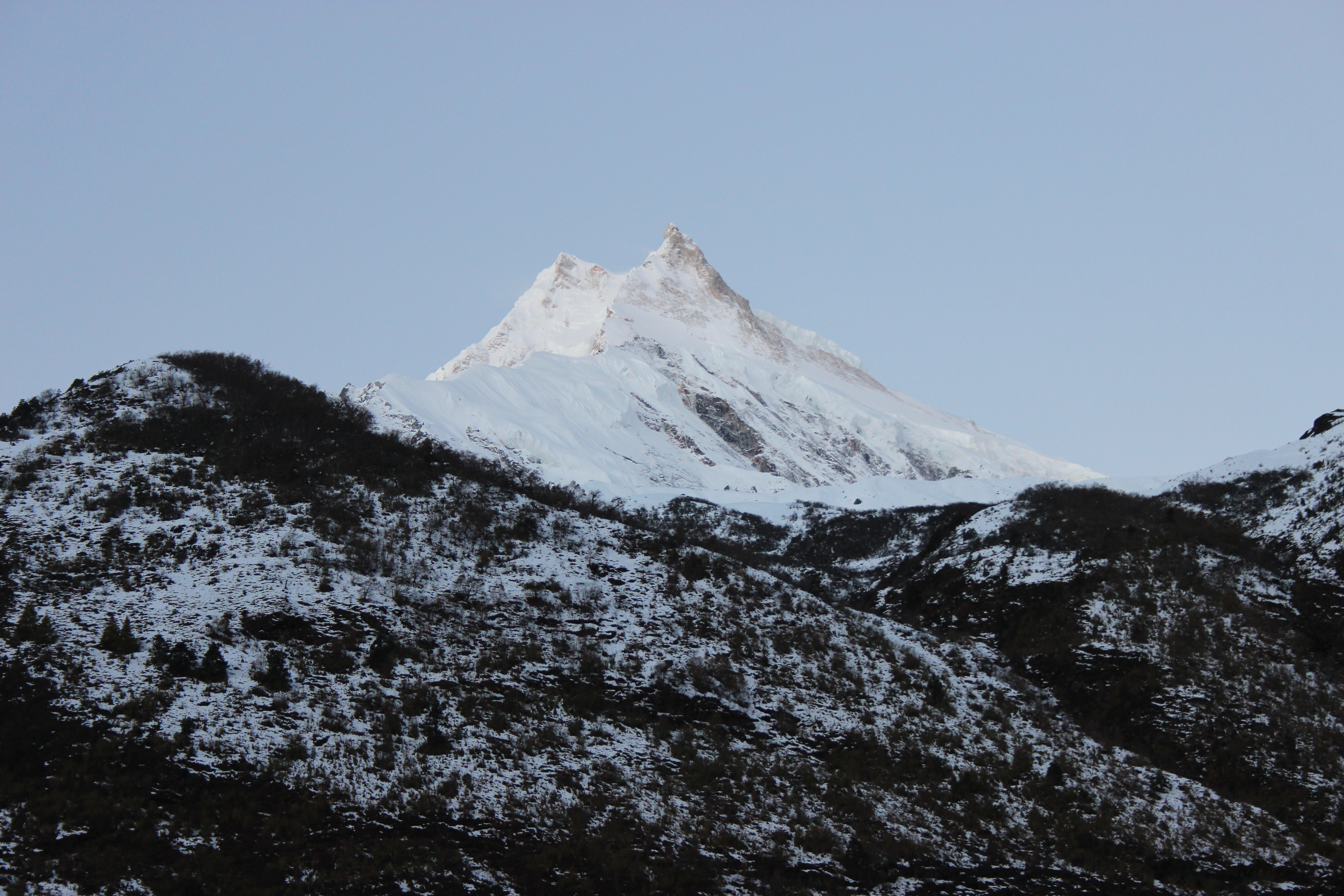
Manaslu Peak

## Història

### Reconeixements
El 1950 el Nepal es va obrir als estrangers. Bill Tilman va aprofitar l'oportunitat per dirigir la primera expedició europea a l'Annapurna amb altres cinc britànics. Després de caminar durant sis dies des de la vall de Katmandú i instal·lar-se a Manang, començaren a explorar les muntanyes i les valls al voltant de l'Annapurna. Al maig, durant un reconeixement a la vall superior del Dudh Khola, un afluent del Marsyangdi, van veure el Manaslu des del Bumtang. Tres mesos més tard, després del fracàs de l'ascens de l'Annapurna IV, Tillman i James Owen Merion Roberts , van anar al Larkya La i, després d'algunes observacions van concloure que hi havia una ruta directa al cim des del nord-est.
En els anys posteriors fins a quatre expedicions japoneses van avaluar la possibilitat d'escalar el Manaslu per les cares nord i est. Així, el 1952, després d'un intent infructuós a l'Annapurna IV, sis escaladors dirigits per Kinji Imanishi, van reconèixer la muntanya després de la temporada del monsó. Els permet observar la cara nord-est des de la glacera de Manaslu i arribar als 5.275 metres, a la carena est, des d'on consideren intransitable la cara sud-est. L'abril de 1953 un equip de quinze escaladors liderat per Yukio Mita va establir un campament prop de Samagaun, a 3.850 metres d'altitud; Kiichiro Kato, Jiro Yamada i Shojiro Ishizaka arribaren fins als 7.750 metres per la cara nord-est. El 1954 una nova expedició, finançada pel diari Mainichi Shinbun, formada per catorze membres i dirigida per Yaichi Hotta, va fer una aproximació per la vall de Buri Gandaki però es va trobar amb l'hostilitat d'una part dels veïns de Samagaun que creien que l'expedició anterior havia atret la ira dels déus, provocant una allau que havia destruït el monestir de Pung-gyen i matat a divuit persones. L'expedició de Hotta va haver de retirar-se precipitadament cap al Ganesh Himal. Per tal d'apaivagar el ressentiment local, es va oferir una important donació amb l'objectiu de reconstruir el monestir, tot i que no s'eliminà del tot la desconfiança cap als japonesos. Després de negociar amb el govern de Katmandú s'aconseguí un permís per escalar el Manaslu durant la primavera i tardor de 1955. Tres escaladors, liderats per Katsuro Ohara, van creuar Samagaun i explorar els voltants del pas de Naike.

### Primera ascensió
L'11 de març de 1956 una nova expedició japonesa marxa de Katmandú cap al Manāslu. La dirigia Yuko Maki. Van seguir la mateixa ruta de 1953, però muntaren menys camps d'alçada. El 9 de maig Toshio Imanishi i Gyalzen Norbu sortiren de bon matí del camp VI (7.800 m), aconseguint fer el cim a dos quarts d'una del migdia. El dia 11 de maig dos membres més de l'expedició repetiren cim.

### Altres ascensions
Fins al 1971 no es tornà a intentar el cim principal del Manāslu. Fou una expedició japonesa la que ho aconseguí el 5 de maig, emprant una nova via per la cara nord-oest. Pocs dies abans una expedició sud-coreana formada per vuit escaladors liderats per Ho-Sup Ki patí un accident mortal a 7.600 msnm.
El 1972 una expedició coreana patí un greu accident a l'Himàlaia, quan una allau sepultà quinze dels seus membres al campament 3, instal·lat a una altitud de 6.500 metres. El 25 d'abril de 1972 l'italià Reinhold Messner va arribar al cim en solitari i sense subministrament d'oxigen artificial. Dos dels seus companys de cordada, que havien renunciat a seguir pujant, van morir en veure's atrapats per una tempesta.
El 1974 Mieko Mori, Naoko Nakaseko i Masako Uchida aconsegueixen fer la primera ascensió femenina. Aquesta expedició estava composta tota per dones.
El 1981 una expedició francesa fa la primera ascensió post-monsònica.
El primer intent d'ascensió hivernal va tenir lloc el desembre de 1982 per part d'una expedició japonesa, però el fort vent i un accident mortal de Takashi Sakuma ho impedí. L'hivern de 1983 ho intentà, sense èxit, una expedició canadenca. Finalment la primera ascensió hivernal va tenir lloc el 12 de gener de 1984 pels polonesos Maciej Berbeka i Ryszard Gajewski.
La primera ascensió catalana, per Josep Noguera i Antoni Montalban, va tenir lloc el 21 d’abril de 1999 per la via normal.

## Accidents
El 10 de maig de 1982, una allau va sepultar el campament IV i va provocar la mort de dos muntanyencs catalans Enric Font i Lloret (cap d'expedició) i Pere Aymerich i Meliz (sots-cap d'expedició).
El 23 de setembre del 2012, una allau va sepultar els Camps II i III i va provocar la mort d'onze muntanyencs. Entre aquests, al Camp III, hi havia l'activista en favor de la llengua catalana i fundador de la Plataforma per la Llengua Martí Gasull i Roig.